# Eliminationsordnung
|  | Dieser Artikel wurde auf der Qualitätssicherungsseite des Portals Mathematik eingetragen. Dies geschieht, um die Qualität der Artikel aus dem Themengebiet Mathematik auf ein akzeptables Niveau zu bringen. Bitte hilf mit, die Mängel dieses Artikels zu beseitigen, und beteilige dich bitte an der Diskussion! (Artikel eintragen) |

Eine Eliminationsordnung ermöglicht es einem bestimmte Variablen aus einem Gleichungssystem zu entfernen. Insbesondere bei Idealen kann es interessant sein, den Schnitt mit einem Teil der Variablen berechnen zu können.

## Definition
Sei {\displaystyle T=\{t_{1},\dotsc ,t_{s}\}\subset \{x_{1},\dotsc ,x_{n}\}}. Eine Monomordnung auf dem Polynomring {\displaystyle K[x_{1},\dotsc ,x_{n}]} heißt Eliminationsordnung für {\displaystyle T}, falls gilt: {\displaystyle LT(f)\in K[t_{1},\dotsc ,t_{s}]\Rightarrow f\in K[t_{1},\dotsc ,t_{s}]}. Dabei bezeichnet {\displaystyle LT} den Leitterm bezüglich der Monomordnung.

## Beispiele
- Die lexikographische Ordnung ist eine Eliminationsordnung für alle Teilmengen {\displaystyle \{x_{k},\dotsc ,x_{n}\},k\in \{{2,\dotsc ,n}\}}.
- Blockordnungen können auch gut als Eliminationsordnungen verwendet werden.

## Eliminationssatz
Sei {\displaystyle >} eine Eliminationsordnung für {\displaystyle T=\{t_{1},\dotsc ,t_{s}\}\subset \{x_{1},\dotsc ,x_{n}\}}, {\displaystyle I\subset K[x_{1},\dotsc ,x_{n}]} ein Ideal, {\displaystyle J=I\cap K[t_{1},\dotsc ,t_{s}]} und {\displaystyle G} Gröbner-Basis von {\displaystyle I}. Dann gilt: {\displaystyle F=G\cap K[t_{1},\dotsc ,t_{s}]} ist Gröbner-Basis von {\displaystyle J}.